# Prêmio Ernst Jung
O Prêmio Ernst Jung (em alemão:  Ernst Jung-Preis) é dotado atualmente com 300.000 Euros, concedido anualmente desde 1976 para trabalhos de significância na área da medicina. É concedido pela Fundação Jung para a Ciência e Pesquisa.
A fundação foi criada em 1967 por Ernst Jung. Desde 1990 a fundação também concede a Medalha de Ouro Ernst Jung de Medicina (em alemão:  Ernst Jung-Medaille für Medizin in Gold), destinada a pesquisadores ou clínicos de destaque pela obra de sua vida. Em 2006 também surgiu o Prêmio Ernst Jung de Incentivo à Carreira de Pesquisa Médica (em alemão:  Ernst Jung-Karriere-Förderpreis für medizinische Forschung), dotado com 210.000 Euros, concedido anualmente a jovens médicos de sucesso, que após no mínimo dois anos de trabalho de pesquisa no exterior retornam à Alemanha, a fim de trabalhar cientificamente orientados em uma clínica alemã e que visam uma especialização.

## Prêmio Ernst Jung de Medicina
Lista dos distinguidos com o prémio Ernst Jung de Medicina:
- 1976: Donald Henderson e Lorenz Zimmerman
- 1977: Georg Springer e John West
- 1979: Karl Lennert, Anthony Pearse e Åke Senning
- 1980: Eberhard Dodt, Alan Parks e Bruno Speck
- 1981: David Kuhl
- 1982: Hartmut Wekerle e Rolf Zinkernagel
- 1983: Hans-Jürgen Bretschneider e Richard Lower
- 1984: George Gee Jackson, Werner Franke e Klaus Weber
- 1985: Hendrik Coenraad Hemker, Rudolf Pichlmayr e Peter Klaus Vogt
- 1986: Albrecht Fleckenstein
- 1987: Peter Richardson e Karl Julius Ullrich
- 1988: Helmut Sies e Charles Weissmann
- 1989: Thomas Budinger e Jon van Rood
- 1990: Gerhard Giebisch e Wilhelm Stoffel
- 1991: David Ho e Klaus Starke
- 1992: Roy Yorke Calne e Martin Schwab
- 1993: Charles Dinarello e Robert Machemer
- 1994: Terence Jones e Wolf Singer
- 1995: Anthony Fauci e Samuel Wells
- 1996: Harald zur Hausen e Eberhard Nieschlag
- 1997: Francis Chisari, Hans Hengartner, Judah Folkman
- 1998: Alain Fischer
- 1999: Adriano Aguzzi e Hans Kretzschmar
- 2000: Martin Lohse e Peter Krammer
- 2001: Christine Petit e Thomas Jentsch
- 2002: Michael Frotscher e Christian Haass
- 2003: Ari Helenius e Reinhard Lührmann
- 2004: Stuart Lipton e Tobias Bonhoeffer
- 2005: Ernst Hafen e Franz-Ulrich Hartl
- 2006: Reinhard Jahn e Markus Neurath
- 2007: Andreas Zeiher, Stefanie Dimmeler e Josef Penninger
- 2008: Thomas Benzing, Gerd Walz e Thomas Tuschl
- 2009: Jens Claus Brüning e Patrick Cramer
- 2010: Stephen Young e Peter Carmeliet
- 2011: Hans Clevers e Christian Büchel
- 2012: Peter Walter e Elisa Izaurralde
- 2013: Angelika Amon e Ivan Đikić
- 2014: Thomas Boehm
- 2015: Emmanuelle Charpentier
- 2016: Hans-Georg Rammensee
- 2017: Tobias Moser e Nenad Ban
- 2018: Ruth Ley e Marco Prinz
- 2019: Brenda A. Schulman e Gary R. Lewin
- 2020: Matthias Tschöp[2]
- 2021: Christian Hertweck[3]

## Medalha de Ouro Ernst Jung de Medicina
Lista dos distinguidos com a Medalha de Ouro Ernst Jung de Medicina:
- 1990: Beatrice Mintz
- 1991: Heinrich Schipperges
- 1992: Hans Erhard Bock
- 1993: Robert Daroff
- 1994: Hanns Hippius
- 1995: Friedrich Stelzner
- 1996: Karl-Hermann Meyer zum Büschenfelde
- 1997: Rudolf Haas e Walter Siegenthaler
- 1998: Wolfgang Gerok
- 1999: Hans-Wilhelm Schreiber
- 2000: Gert Riethmüller
- 2001: Gustav Victor Rudolf Born
- 2002: Harald Reuter
- 2003. Volker ter Meulen
- 2004: Werner Creutzfeldt
- 2005: Christian Herfarth
- 2006: Dietrich Niethammer
- 2007: Hans Thoenen
- 2008: Hans-Dieter Klenk
- 2009: Volker Diehl
- 2010: Klaus Rajewsky
- 2011: Michel Lazdunski
- 2012: Peter Herrlich
- 2013: Salvador Moncada
- 2014: Charles Weissmann
- 2015: Walter Neupert
- 2016: Peter Libby
- 2017: Pascale Cossart
- 2018: Wolfgang Baumeister
- 2019: Pietro De Camilli
- 2021: Antonio Lanzavecchia

## Prêmio Ernst Jung de Incentivo à Carreira de Pesquisa Médica
Lista de distinguidos com o Prêmio Ernst Jung de Incentivo à Carreira de Pesquisa Médica:
- 2006: Jan Wehkamp
- 2007: Jörg Distler
- 2008: Tom Lüdde
- 2009: Florian Mormann
- 2010: Annett Halle
- 2011: Stefan Schrader
- 2012: Samuel Huber
- 2013: Anita Kremer
- 2014: Thomas Schmidt